# Deutscher Schwimm Verband Berlin
La Deutscher Schwimm Verband Berlin era una squadra di nuoto tedesca, proveniente da Berlino.
Attiva dalla fine del XIX secolo agli inizi del XX, è nota per aver partecipato alle gare di nuoto della II Olimpiade estiva di Parigi del 1900, vincendo la medaglia d'oro nei 200m per squadre (con un punteggio totale di 33), precedendo due compagini francesi, i Tritons Lillois e i Pupilles de Neptune de Lille. 

## Componenti
I componenti di questa squadra erano:
- Ernst Hoppenberg (1 punto)
- Max Hainle (2 punti)
- Julius Frey (6 punti)
- Max Schöne (4 punti)
- Herbert von Petersdorff (20 punti)